# Batalla d'Ashdown
La batalla d'Ashdown va tenir lloc el 8 de gener de 871 i va enfrontar les forces anglosaxones d'Alfred el Gran contra l'invasor viking, liderats pel capitost Bagsecq. En aquells temps, Alfred només tenia 21 i encara no era rei, títol que retenia el seu germà Ethelred de Wessex.
La batalla està recollida en l'obra del clergue Asser, "Vida d'Alfred".

## Antecedents
En 850 els víkings van hivernar per primera vegada a Anglaterra, a l'illa de Thanet, Kent. Ethelwulf i altres nobles o ealdorman anglesos van enfrontar-se, a vegades amb èxit, contra els invasors, però sense poder aturar les ràtzies que van continuar fins al 860, quan els vikings van canviar de tàctica i van organitzar un exèrcit de conquesta amb el propòsit d'envair Anglaterra. El 865, el Gran exèrcit pagà dels vikings danesos liderats pels germans Ivar el Desossat, Halfdan Ragnarsson i Halfdan Ragnarsson, tots ells fills del llegendari Ragnar Lodbrok, i també per un altre capitost viking Guthrum el Vell, desembarcava a Anglaterra i conqueria fàcilment els regnes de Northúmbria, on Osberht i Aella es disputaven el tron, i Ànglia de l'Est, i prengueren Jòrvik (York) l'any 866, establint una comunitat víking a Jorvik, on alguns es van establir com a grangers i artesans. La majoria dels regnes anglesos, en estar en convulsions, no podien resistir als víkings. L'any 867, Northumbria es va convertir en Danelaw, després de la seva conquesta pels germans Ragnarsson, que van instal·lar un anglès, Ecgberht I de Northúmbria, com a rei titella.

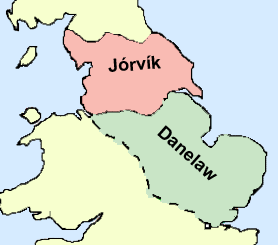
El regne de Jorvik, immediat al Danelaw

Els nobles anglosaxons van acordar una treva per unir les seves forces i expulsar els invasors danesos, però el seu intent per recuperar Jorvik el 867 no va reixir i com a resultat es va produir la posterior conquesta de Deira per part dels vikings. L'any 870, el Gran Exèrcit d'Estiu del líder víking Bagsecq i els seus cinc comtes va arribar a Anglaterra. Les forces víkings combinades de Bagsecg i Halfdan van assaltar gran part d'Anglaterra fins al 871, quan van planejar una invasió de Wessex. Les seves naus van navegar pel Tàmesi i van capturar la ciutat de Reading, que van fortificar. D'allí estant, van organitzar ràtzies per tota la regió, però una de les partida fou derrotada en la batalla d'Englefield per Aethelwulf de Berkshire. Aquest va rebre reforços del rei Ethelred de Wessex i el príncep Alfred, obligant els vikings a retirar-se de nou a Reading. Els anglosaxons, animats per la petita victòria d'Aethelwulf, van planejar assaltar el fort viking, però les tropes reials no van poder prendre la ciutat i foren rebutjades i fins i tot perseguides pels vikings, liderats per Bagsegc i Halfdan Ragnarsson, que van veure l'oportunitat d'anorrear els homes d'Ethelred. En veure avançar els vikings, el príncep Alfred va córrer a ajudar el seu germà. Un cop reunides les tropes dels dos germans, sortiren a l'encontre dels vikings.

## Alfred pren el lideratge
En aquest punt, Ethelred es va retirar a un convent proper per dedicar-se a les oracions, deixant el lideratge de les tropes a Alfred.
Els saxons tenien una certa avantatge numèrica, però els vikings tenien més experiència en la batalla i a més dominaven una posició elevada. Malgrat tot, Alfred va ordenar carregar contra els vikings i es va produir un terrible xoc de les dues forces alineades en dos murs d'escuts, amb els anglosaxons assolint la victòria. Bagsegc va caure, i amb ell cinc altres destacats líders vikings, però la victòria saxona no fou decisiva, ja que ells mateixos patiren moltes baixes. Els vikings es retiraren a Reading, on aviat reberen més homes de Dinamarca, reprenent les seves ràtzies sobre territori de Wessex.

## Fets posteriors
Només dues setmanes més tard, els vikings derrotaven a Ethelred i Alfred a Basing i a la batalla de Merton. Durant aquesta darrera, Ethelred fou ferit mortalment i Alfred el va succeir com rei de Wessex.